# Jury Zjaŭnoŭ
Jury Zjaŭnoŭ (belarusiska: Юры Жаўноў; ryska: Юрий Владимирович Жевнов: Jurij Vladimirovitj Zjevnov), född den 17 april 1981 i Dobrusj i Vitryska SSR i Sovjetunionen (nu Belarus), är en belarusisk fotbollsmålvakt som för närvarande spelar för den Ryska Premier League-klubben FK Zenit Sankt Petersburg. Zjaŭnoŭ har både ryskt och belarusiskt medborgarskap.
Zjaŭnoŭ spelar även för Belarus herrlandslag i fotboll, och är för närvarande lagkapten. Han debuterade för landslaget år 2003 och har sedan dess spelat 41 landskamper.

### Fotnoter
1. ↑  FBref, FBref.com spelar-ID: ac538122.[källa från Wikidata]
2. ↑  Base de Datos del Futbol Argentino, BDFA spelar-ID: 53821.[källa från Wikidata]
3. ↑  As, Grupo PRISA, AS.com atlet-id: zhevnov/19460.[källa från Wikidata]
4. ↑  ”Spelarstatistik, Jury Zjaŭnoŭ”. FIFA. Arkiverad från originalet den 24 oktober 2012. https://web.archive.org/web/20121024185942/http://www.fifa.com/worldfootball/statisticsandrecords/players/player=210615/. Läst 29 januari 2011. (engelska)
5. ↑  ”Appearances for Belarus National Team”. RSSSF. http://www.rsssf.com/miscellaneous/witr-recintlp.html. (engelska)